# صلة الرحم
صِلَةُ الرَّحِم مفهوم أساسي نص عليه الدين الإسلامي، والمقصود منه عدم القطيعة بين الأقارب، والحث على زيارتهم. ويعرف بعض الفقهاء الصلة: بالوصل، وهو ضد القطع، ويكون الوصل بالمعاملة نحو السلام، وطلاقة الوجه، والبشاشة، والزيارة، وبالمال، ونحوها. والرحم في الإسلام اسم شامل لكافة الأقارب من غير تفريق بين المحارم أوالأرحام وغيرهم، وقد ذهب بعض أهل العلم إلى قصر الرَّحِم على المحارم، بل ومنهم من قصرها على الوارثين منهم وهذا هو مذهب أبي حنيفة ورواية عن أحمد، والراجح الأول.

## معنى صلة الرحم
الأرحام تعني الأقارب ذوات الرحم الواحدة لكونهم خرجوا من رحم واحد رحم الأم، بوصف القرآن الكريم، ذكر القرآن:«وَاتَّقُوا اللَّهَ الَّذِي تَسَاءَلُونَ بِهِ وَالْأَرْحَامَ»، وكانت العرب في الجاهلية تقول: أسالك الله والرحم.
قال الراغب الأصفهاني : 
| صلة الرحم | الرحم: رحـم المرأة، ومنه استعير الرحم للقـرابة لكونهم خارجين من رحم واحدة | صلة الرحم |

واستحب الإسلام في الفضل تقديم الأرحام على غيرهم لقوله تعالى «وَأُولُوا الْأَرْحَامِ بَعْضُهُمْ أَوْلَى بِبَعْضٍ».

## صلة الرحم في القرآن الكريم
- قوله تعالى: «وَ اتَّقُوا اللَّهَ الَّذِي تَسائَلُونَ بِهِ وَ الْأَرْحامَ».[4]
- وقوله تعالى: «وَ الَّذِينَ يَصِلُونَ ما أَمَرَ اللَّهُ بِهِ أَنْ يُوصَلَ وَ يَخْشَوْنَ رَبَّهُمْ وَ يَخافُونَ سُوءَ الْحِسابِ».[5]
- وقوله تعالى: «فَهَلْ عَسَيْتُمْ إِنْ تَوَلَّيْتُمْ أَنْ تُفْسِدُوا فِي الْأَرْضِ وَ تُقَطِّعُوا أَرْحامَكُمْ• أُولئِكَ الَّذِينَ لَعَنَهُمُ اللَّهُ فَأَصَمَّهُمْ وَ أَعْمى أَبْصارَهُمْ».[6]
- وقوله تعالى: «وَ الَّذِينَ يَنْقُضُونَ عَهْدَ اللَّهِ مِنْ بَعْدِ مِيثاقِهِ وَ يَقْطَعُونَ ما أَمَرَ اللَّهُ بِهِ أَنْ يُوصَلَ وَ يُفْسِدُونَ فِي الْأَرْضِ أُولئِكَ لَهُمُ اللَّعْنَةُ وَ لَهُمْ سُوءُ الدَّارِ».[7]

## صلة الرحم في السنة النبوية
- عن أبي هريرة  قال: قال رسول الله ﷺ :«من كان يؤمن بالله واليوم الآخـر فليـكرم ضيفه، ومن كان يؤمن بالله واليوم الآخر فليصل رحمه، ومن كان يؤمن بالله واليوم الآخر فليقل خيراً أو ليصمت»[8]
- عن أنس بن مالك  قال: قال رسول الله ﷺ : «من أحب أن يبسط له في رزقه، وينسأ له في أثره، فليصل رحمه»[8]
- عن علي  عن النبي ﷺ قال: «من سره أن يمد له في عمره، ويوسع له في رزقه، ويدفع عنه ميتة السوء، فليتق الله وليصل رحمه.»[9]
- عن عائشة ، عن النبي ﷺ أنه قال: «الرحم متعلقة بالعرش تقول: من وصلني وصله الله، ومن قطعني قطعه الله .» [10]
- عن النبي ﷺ أنه قال: «يأيها الناس أفشوا السلام أطعموا الطعام وصلوا الأرحام وصلوا بالليل والناس نيام، تدخلوا الجنة بسلام»[11]
- عن عبد الله بن عمرو أن رسول الله ﷺ قال: «ليس الواصل بالمكافئ، ولكن الواصل الذي إذا قطعت رحمه وصلها.»[8]
- عن أبي هريرة  أن رجلاً قال: «يا رسول الله إن لي قرابة أصلهم ويقطعونني، وأحسن إليهم ويسيؤون إليّ، وأحلم عليهم ويجهلون عليّ فقال ﷺ: إن كنت كما قلت فكأنما تُسِفهّم المَلّ ولا يزال معك من الله ظهير عليهم ما دمت على ذلك.»[10]
- عن أبي بكر  عن رسول الله ﷺ قال: «ما من ذنب أجدر أن يعجل الله لصاحبه بالعقوبة في الدنيا مع ما يدخر له في الآخرة من البغي وقطيعة الرحم .»[12]

## حكم صلة الرحم
صلة الرحم واجبة في الجملة، وقطيعتها معصية من كبائر الذنوب، وقد نقل الاتفاق على وجوب صلة الرحم وتحريم القطيعة القرطبي والقاضي عياض وغيرهما.

## من تجب صلتهم
اختلف العلماء في حدّ الرحم التي يجب وصلها إلى ثلاثة أقوال:
- القول الأول: أن حد الرحم هو: الرحِم المَحرَم .
- والقول الثاني: أنهم الرحم من ذوي الميراث.
- والقول الثالث: أنهم الأقارب من النسب سواء كانوا يرثون أم لا.